# 水生塘鱧
水生塘鱧（学名：Eleotris aquadulcis）为塘鳢科塘鳢属的一种鱼类。
世界自然保护联盟将其归类为受威胁动物，其物种列表下未有列明任何亚种。